# Larrazet
Larrazet è un comune francese di 640 abitanti situato nel dipartimento del Tarn e Garonna nella regione dell'Occitania.
Il territorio comunale è bagnato dalle acque del fiume Gimone.

## Società

### Evoluzione demografica
Abitanti censiti